# Geoff Workman
Geoff Workman (21 settembre 1947 – 21 gennaio 2010) è stato un produttore discografico e tecnico del suono britannico.

## Biografia
Ha lavorato per artisti quali The Cars, King Crimson, Queen, Journey, Foreigner, Toto, Mötley Crüe e Twisted Sister
Durante gli anni '70 ha svolto il ruolo di tecnico del suono per Roy Thomas Baker, prima di affermarsi anche come produttore negli anni '80.